# Баграев, Созур Курманович
Созур Курманович Баграев (осет. Багъӕрати Созур, 18 июля 1888 год, село Христиановское — 29 июля 1928 год, там же) — осетинский поэт.

## Биография
Родился 18 июля 1888 года в бедной крестьянской семье в селе Христиановское. В 1904 году окончил начальную школу в родном селе в возрасте 18 лет. Из-за трудного материального положения своей семьи не мог продолжить своего образования. В 1908 году, уклоняясь от призыва в армию, скрылся в горах. В этом же году написал своё первое стихотворение «Зӕрди дуар». После смерти отца, который был единственным кормильцем семьи, возвратился домой. В 1914 году после начала Первой мировой войны был призван в армию. Служил в Осетинском конном дивизионе.
Будучи военнослужащим, стал заниматься литературным творчеством. Во время своей службы написал известные антивоенные стихотворения «Хӕфсӕ» (Лягушка), «Къазармай» (В казарме), «Нӕ мӕрдтӕн» (Погибшим) и «Ӕнбӕтллтӕн» (Товарищам).
В 1916 году бежал с фронта и долгое время скрывался в горах. В октябре 1918 года вступил в осетинскую революционно-демократическую партию «Кермен» и в 1919 году — в ВКП(б).
Воевал в составе партизанского отряда против военных формирований генерала Андрея Шкуро. После установления советской власти в Осетии работал в различных учреждениях родного села.
С конца 1920 года заболел туберкулёзом и на долгое время был прикован к постели. В начале 1925 года у него наступило улучшение и он возвратился на некоторое время к литературной деятельности. Скончался 29 июля 1928 года в селе Христиановское.

## Сочинения
- Зӕрди дуар, поэтический сборник, Дзауджикау, 1926